# Cúp quốc gia Scotland 1979–80
 Cúp quốc gia Scotland 1979–80 là mùa giải thứ 95 của giải đấu bóng đá loại trực tiếp uy tín nhất Scotland. Chức vô địch thuộc về Celtic khi đánh bại Rangers trong trận Chung kết. Trận đấu bị làm hỏng vì xung đột đám đông dẫn đến bạo loạn giữa các người hâm mộ kình địch và dẫn đến lệnh cấm sử dụng chất có cồn trong các sân vận động của Scotland và còn tồn tại đến ngày nay.

## Vòng Một
| Đội nhà            | Tỉ số | Đội khách       |
| ------------------ | ----- | --------------- |
| Annan Athletic     | 1 – 3 | Stranraer       |
| Cowdenbeath        | 3 – 0 | Albion Rovers   |
| East Stirlingshire | 1 – 1 | Brechin City    |
| Queen of the South | 1 – 1 | Falkirk         |
| Spartans           | 1 – 2 | Forfar Athletic |
| Stenhousemuir      | 4 – 2 | Queen’s Park    |

### Đấu lại
| Đội nhà      | Tỉ số | Đội khách          |
| ------------ | ----- | ------------------ |
| Falkirk      | 0 – 4 | Queen of the South |
| Brechin City | 1 – 1 | East Stirlingshire |

#### Đấu lại lần 2
| Đội nhà      | Tỉ số | Đội khách          |
| ------------ | ----- | ------------------ |
| Brechin City | 1 – 0 | East Stirlingshire |

## Vòng Hai
| Đội nhà        | Tỉ số | Đội khách          |
| -------------- | ----- | ------------------ |
| Alloa Athletic | 1 – 0 | East Fife          |
| Brechin City   | 1 – 1 | Montrose           |
| Buckie Thistle | 0 – 0 | Brora Rangers      |
| Coldstream     | 1 – 1 | Queen of the South |
| Cowdenbeath    | 3 – 2 | Forfar Athletic    |
| Stenhousemuir  | 0 – 0 | Peterhead          |
| Stranraer      | 1 – 1 | Meadowbank Thistle |
| Threave Rovers | 2 – 3 | Keith              |

### Đấu lại
| Đội nhà            | Tỉ số | Đội khách      |
| ------------------ | ----- | -------------- |
| Brora Rangers      | 1 – 2 | Buckie Thistle |
| Meadowbank Thistle | 2 – 1 | Stranraer      |
| Montrose           | 3 – 4 | Brechin City   |
| Peterhead          | 2 – 0 | Stenhousemuir  |
| Queen of the South | 4 – 0 | Coldstream     |

## Vòng Ba
| Đội nhà              | Tỉ số | Đội khách       |
| -------------------- | ----- | --------------- |
| Airdrieonians        | 3 – 1 | St Johnstone    |
| Alloa Athletic       | 0 – 1 | Hearts          |
| Dundee United        | 5 – 1 | Dundee          |
| Dunfermline Athletic | 2 – 0 | Buckie Thistle  |
| Kilmarnock           | 0 – 1 | Partick Thistle |
| Arbroath             | 1 – 1 | Aberdeen        |
| Berwick Rangers      | 3 – 1 | Peterhead       |
| Celtic               | 2 – 1 | Raith Rovers    |
| Clyde                | 2 – 2 | Rangers         |
| Clydebank            | 1 – 1 | Stirling Albion |
| Dumbarton            | 1 – 2 | Ayr United      |
| Hamilton Academical  | 2 – 3 | Keith           |
| Meadowbank Thistle   | 0 – 1 | Hibernian       |
| Greenock Morton      | 1 – 0 | Cowdenbeath     |
| Queen of the South   | 2 – 0 | Motherwell      |
| St Mirren            | 3 – 1 | Brechin City    |

### Đấu lại
| Đội nhà         | Tỉ số | Đội khách |
| --------------- | ----- | --------- |
| Aberdeen        | 5 – 0 | Arbroath  |
| Rangers         | 2 – 0 | Clyde     |
| Stirling Albion | 1 – 1 | Clydebank |

#### Đấu lại lần 2
| Đội nhà   | Tỉ số | Đội khách       |
| --------- | ----- | --------------- |
| Clydebank | 0 – 1 | Stirling Albion |

## Vòng Bốn
| Đội nhà            | Tỉ số | Đội khách            |
| ------------------ | ----- | -------------------- |
| Hibernian          | 2 – 0 | Ayr United           |
| Aberdeen           | 8 – 0 | Airdrieonians        |
| Celtic             | 1 – 1 | St Mirren            |
| Hearts             | 2 – 0 | Stirling Albion      |
| Keith              | 1 – 2 | Berwick Rangers      |
| Greenock Morton    | 5 – 0 | Dunfermline Athletic |
| Queen of the South | 1 – 3 | Partick Thistle      |
| Rangers            | 1 – 0 | Dundee United        |

### Đấu lại
| Đội nhà   | Tỉ số | Đội khách |
| --------- | ----- | --------- |
| St Mirren | 2 – 3 | Celtic    |

## Tứ kết
| Đội nhà         | Tỉ số | Đội khách       |
| --------------- | ----- | --------------- |
| Berwick Rangers | 0 – 0 | Hibernian       |
| Celtic          | 2 – 0 | Greenock Morton |
| Partick Thistle | 1 – 2 | Aberdeen        |
| Rangers         | 6 – 1 | Hearts          |

### Đấu lại
| Đội nhà   | Tỉ số | Đội khách       |
| --------- | ----- | --------------- |
| Hibernian | 1 – 0 | Berwick Rangers |

## Bán kết
| Rangers             | 1 – 0 | Aberdeen |
| ------------------- | ----- | -------- |
| Derek Johnstone 75' |       |          |

| Celtic                                                                                     | 5 – 0 | Hibernian |
| ------------------------------------------------------------------------------------------ | ----- | --------- |
| Bobby Lennox 9' · David Provan 48' · Johnny Doyle 54' · Murdo MacLeod 79' · Tom McAdam 86' |       |           |

## Chung kết
| Celtic                | 1 – 0 (a.e.t.) | Rangers |
| --------------------- | -------------- | ------- |
| George McCluskey 107' |                |         |